# Diastictis savyalis
Diastictis savyalis là một loài bướm đêm trong họ Crambidae.